# Stoichedon

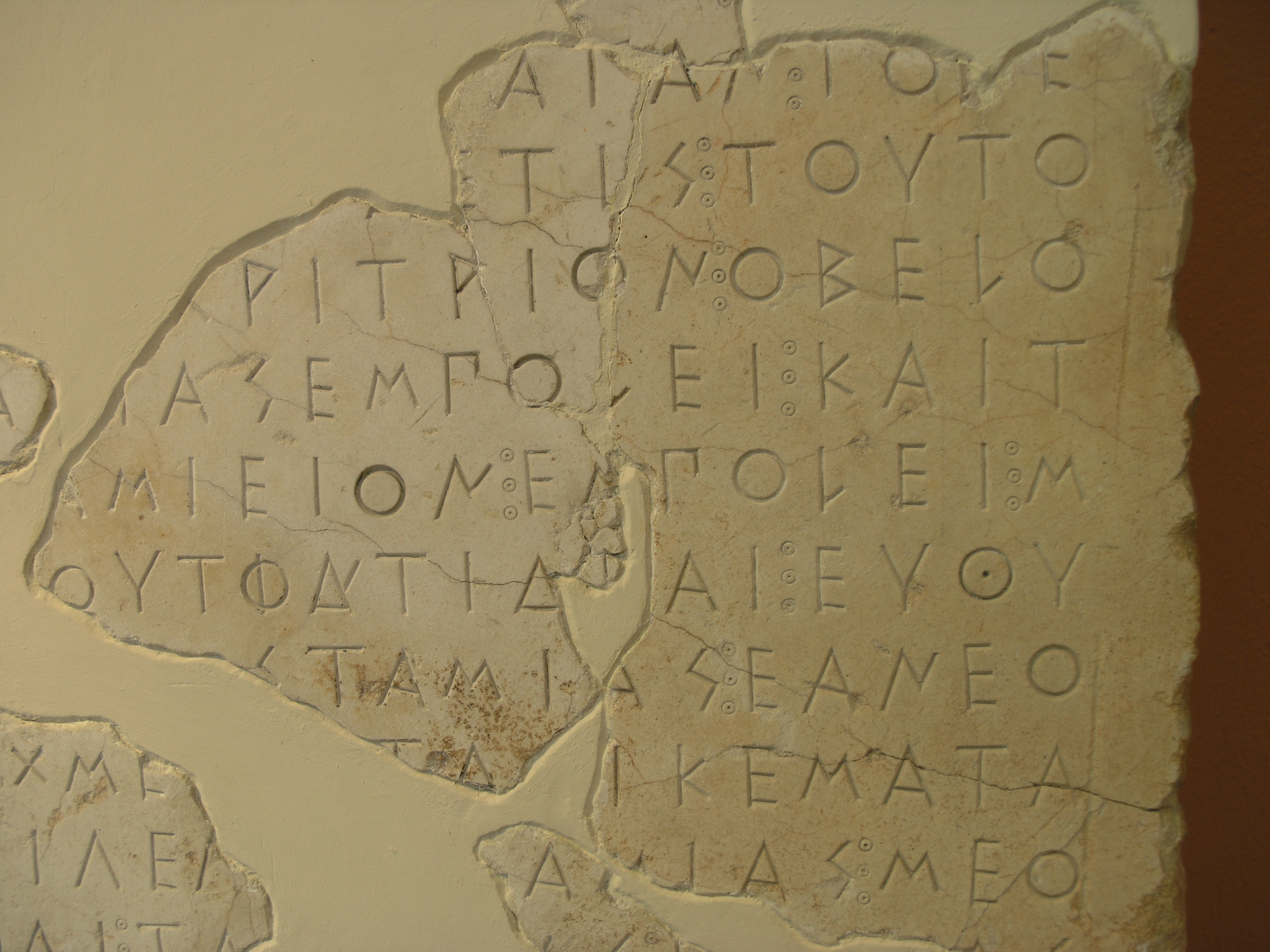
Dettaglio della legge sacra relativa al culto nei templi sull'Acropoli, EM 6794 (IG I^{3} 4B)

Lo stile stoichedon (in greco antico στοιχηδόν stoikhēdòn, che significa "in riga") era uno stile epigrafico consistente nell'uso di incidere le lettere maiuscole delle iscrizioni in greco antico in modo tale che le lettere fossero allineate sia in verticale sia in orizzontale.
Testi in questo stile danno l'impressione di essere inseriti in una griglia con lo stesso numero di lettere in ogni linea e ogni casella della griglia contiene un'unica lettera.
Pertanto, non vi sono spazi tra le parole e non vi è alcuno spazio o segno di punteggiatura a separare le frasi.
Questo stile fu principalmente utilizzato in Attica, ma fu ampiamente in uso in tutto il mondo greco. I primi esempi risalgono alla metà del VI secolo a.C.; probabilmente i primi esempi sono la Kore Phrasikleia o il decreto di Salamina.
Lo stile stoichedon era lo stile dominante delle iscrizioni ateniesi del V e IV secolo a.C. ed era lo stile d'elezione per i proclami ufficiali dello Stato.
L'ultimo testo in questo stile risale al III secolo d.C. ed è l'iscrizione genealogica proveniente dall'Heroon di Oinoanda in Licia.
L'uso di questo stile era meno comune nell'epigrafia latina, di cui un raro esempio è il Quadrato del Sator.
Questo stile epigrafico è di particolare interesse per gli studiosi di epigrafia greca per le maggiori possibilità di successo nella ricostruzione di testi frammentari.
Solo poche tavolette greche sopravvivono intatte; comunque, il linguaggio e il tenore delle iscrizioni sono spesso formule e, con la conoscenza del numero preciso di lettere mancanti, è possibile fare ipotesi affidabili sui testi perduti.